# Nordra Tjørnøyna
Ne doit pas être confondu avec Midtholmen.
Nordra Tjørnøyna ou Midtholmen est une île dans le landskap Sunnhordland du comté de Vestland. Elle appartient administrativement à Øygarden.

## Géographie
Rocheuse et désertique, elle s'étend sur environ 341 m de longueur pour une largeur approximative de 148 m.